# 圣若昂-迪韦尔
圣若昂-迪韦尔是葡萄牙阿威罗区的一个堂区。总面积16.31平方公里，总人口8816人，人口密度540.5人/平方公里。